# Jennifer Williamson
Jennifer Williamson (* 1965, geborene Jennifer Allen) ist eine schottische Badmintonspielerin. 

## Karriere
Jennifer Williamson gewann 1985 ihren ersten nationalen Titel in Schottland, gefolgt von neun weiteren Siegen bis 1995. 1987, 1989, 1991, 1993 und 1995 nahm sie an den Badminton-Weltmeisterschaften teil. 1989 siegte sie bei den Irish Open.

## Sportliche Erfolge
| Saison | Veranstaltung                       | Disziplin   | Platz | Name                               |
| ------ | ----------------------------------- | ----------- | ----- | ---------------------------------- |
| 1982   | Schottland: Juniorenmeisterschaften | Dameneinzel | 1     | Jennifer Allen                     |
| 1983   | Schottland: Juniorenmeisterschaften | Mixed       | 1     | Craig Douglas / Jennifer Allen     |
| 1983   | Schottland: Juniorenmeisterschaften | Dameneinzel | 1     | Jennifer Allen                     |
| 1983   | Schottland: Juniorenmeisterschaften | Damendoppel | 1     | Jennifer Allen / Fiona Stark       |
| 1983   | Junioren-Europameisterschaft        | Damendoppel | 3     | Gillian Martin / Jennifer Allen    |
| 1985   | Schottland: Einzelmeisterschaften   | Dameneinzel | 1     | Jennifer Allen                     |
| 1986   | Schottland: Einzelmeisterschaften   | Damendoppel | 1     | Jennifer Allen / Elinor Allen      |
| 1986   | Schottland: Einzelmeisterschaften   | Dameneinzel | 1     | Jennifer Allen                     |
| 1987   | Schottland: Einzelmeisterschaften   | Damendoppel | 1     | Jennifer Allen / Elinor Allen      |
| 1988   | Schottland: Einzelmeisterschaften   | Damendoppel | 1     | Jennifer Allen / Elinor Allen      |
| 1989   | Irish Open                          | Damendoppel | 1     | Jennifer Allen / Elinor Allen      |
| 1989   | Weltmeisterschaft                   | Damendoppel | 9     | Elinor Middlemiss / Jennifer Allen |
| 1991   | Schottland: Einzelmeisterschaften   | Damendoppel | 1     | Jennifer Allen / Elinor Allen      |
| 1992   | Schottland: Einzelmeisterschaften   | Damendoppel | 1     | Jennifer Allen / Elinor Allen      |
| 1993   | Schottland: Einzelmeisterschaften   | Damendoppel | 1     | Jennifer Allen / Elinor Allen      |
| 1994   | Schottland: Einzelmeisterschaften   | Damendoppel | 1     | Jennifer Allen / Elinor Allen      |
| 1995   | Schottland: Einzelmeisterschaften   | Damendoppel | 1     | Jennifer Allen / Elinor Allen      |

## Referenzen
- Jennifer Williamson beim Badminton-Weltverband

| Personendaten    | Personendaten                  |
| ---------------- | ------------------------------ |
| NAME             | Williamson, Jennifer           |
| ALTERNATIVNAMEN  | Allen, Jennifer                |
| KURZBESCHREIBUNG | schottische Badmintonspielerin |
| GEBURTSDATUM     | 1965                           |